# Gemmano
Gemmano (Zman o Scmen in romagnolo) è un comune italiano di 1 142 abitanti della provincia di Rimini in Emilia-Romagna, a sud del capoluogo.

## Storia
Appartenne agli arcivescovi di Ravenna. Nel 1356 se ne impossessò Galeotto Malatesta. Rimase possedimento dei Malatesta fino al 1504, quando passò alla Chiesa.

### Simboli
Lo stemma e il gonfalone del comune di Gemmano sono stati concessi con decreto del presidente della Repubblica del 22 settembre 2014.
Il gonfalone è un drappo partito di bianco e di verde.

## Monumenti e luoghi d'interesse
- Grotte di Onferno;
- Monumento ai Caduti;
- Santuario della Madonna di Carbognano.

## Società

### Evoluzione demografica
Abitanti censiti

### Etnie e minoranze straniere
Secondo i dati ISTAT al 31 dicembre 2009 la popolazione straniera residente era di 104 persone. Le nazionalità maggiormente rappresentate in base alla loro percentuale sul totale della popolazione residente erano:
- Albania 19 1,59%
- Romania 17 1,43%
- Tunisia 15 1,26%
- Marocco 13 1,09%

## Cultura

### Eventi
Nella settimana di ferragosto si tiene la Sagra della pappardella al cinghiale, che ha superato le quaranta edizioni.
Dal 1982, il 1º maggio di ogni anno, presso il Santuario della Madonna di Carbognano, si svolge la Festa della Fava e del Formaggio, dedicata al patrono S.Vincenzo.

## Amministrazione
| Periodo        | Periodo        | Primo cittadino   | Partito                               | Carica  | Note        |
| -------------- | -------------- | ----------------- | ------------------------------------- | ------- | ----------- |
| 23 aprile 1995 | 11 giugno 2004 | Cesare Ferri      | Lista civica di Centro-sinistra       | Sindaco | [ 8 ] [ 9 ] |
| 12 giugno 2004 | 6 giugno 2009  | Luciano Colombari | Lista civica                          | Sindaco | [ 10 ]      |
| 7 giugno 2009  | 25 maggio 2013 | Edda Negri        | Lista civica Uniti per Gemmano        | Sindaco | [ 11 ]      |
| 26 maggio 2013 | 10 giugno 2018 | Riziero Santi     | PD - Lista civica Ambiente e sviluppo | Sindaco | [ 12 ]      |
| 11 giugno 2018 | 9 giugno 2024  | Riziero Santi     | Lista civica Vivo Gemmano             | Sindaco | [ 13 ]      |
| 9 giugno 2024  | in carica      | Riziero Santi     | Lista civica Vivo Gemmano             | Sindaco | [ 14 ]      |